# Балабанівка (Миколаїв)
Балабанівка — історична місцевість Миколаєва, є складовою частиною Корабельного району. Є найпівденнішою місцевістю Миколаєва.

## Історія

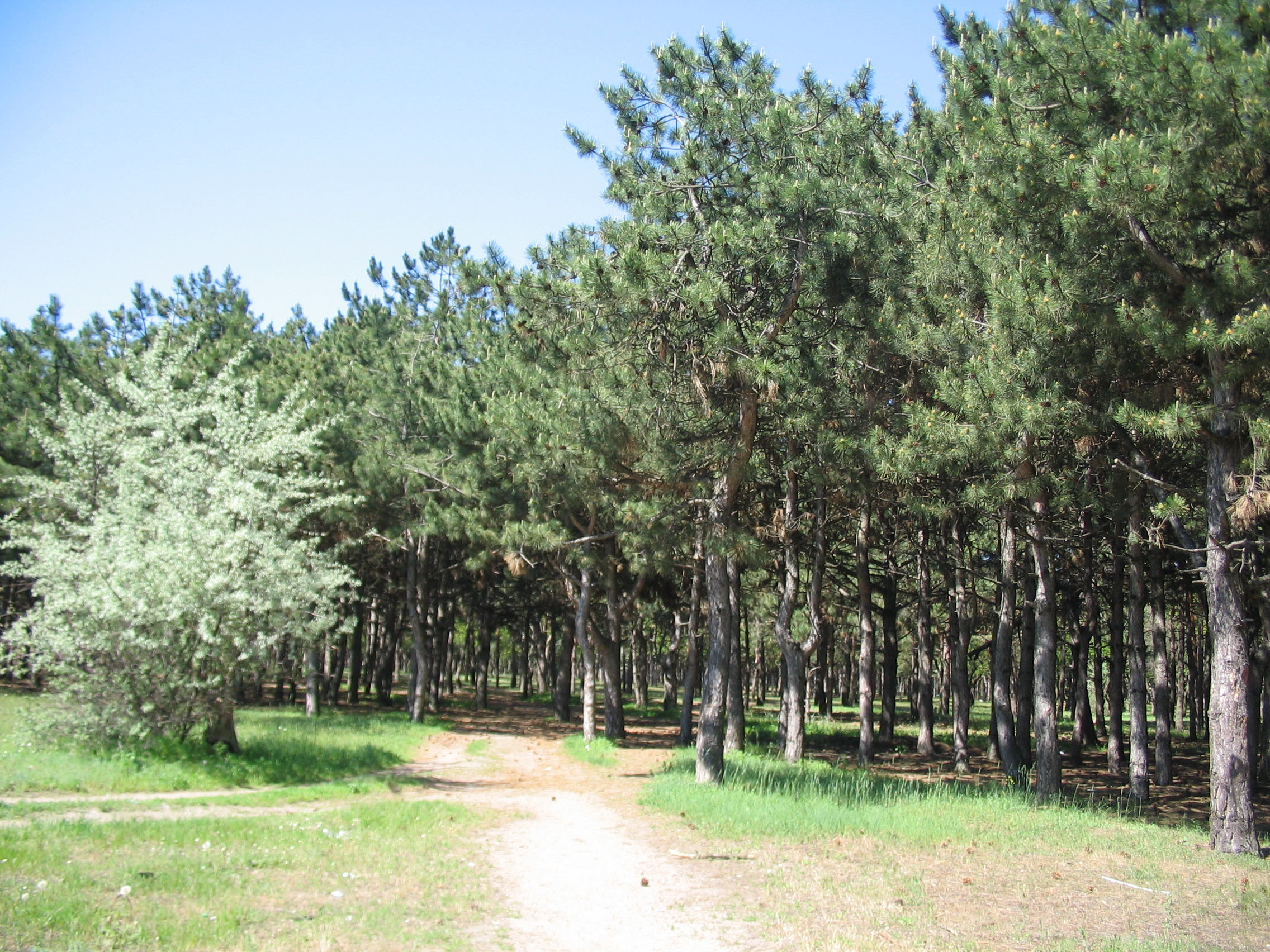
Лісовий заказник Балабанівка поруч із місцевістю

На південь від Богоявленського від лівого берега Бузького лиману відходить піщана коса Балаб або Балабанівська. Найменування дано запорізькими козаками, які ловили в лимані рибу, за українською назвою трави «балабан», яка в достатку тут росла. У 1760 р. виникло село, яке отримало назву від коси — Балабанівка.
Станом на 1886 у селі Кисляківської волості Херсонського повіту Херсонської губернії, мешкало 927 осіб, налічувалось 166 дворових господарств, існувала земська станція.
Довгий час Балабанівка була окремим селом, доки на початку 1961 року не увійшла до складу райцентру Жовтневе (до 1938 р. — Богоявленськ). 22 грудня 1973 місто Жовтневе разом з колишньою Балабанівкою було приєднане до міста Миколаєва, а 15 січня 1974 оголошено про створення Корабельного району м. Миколаєва. Назва «Балабанівка» офіційно зникло з карти Миколаївської області, залишившись традиційним стійким миколаївським топонімом.
Поруч із місцевістю розташований однойменний лісовий заказник.

## Транспорт
Через Балабанівку проходять автомобільні магістралі міста. Основний рух здійснюється Богоявленським проспектом.
Інші важливі вулиці:
- Вулиця Олега Ольжича
- Вулиця Кобзарська
- Вулиця Лесі Українки
- Тернопільська вулиця

## Цікаві факти
У кримській мові назва Балабан (крим. Balaban, Балабан) стосується не лише Балабанівки, а є історичною назвою усього міста Миколаїв.